# Heptapterus sympterygium
Heptapterus sympterygium är en fiskart som beskrevs av Buckup, 1988. Heptapterus sympterygium ingår i släktet Heptapterus och familjen Heptapteridae. Inga underarter finns listade i Catalogue of Life.